# Lastic (Cantal)
Lastic ist eine französische Gemeinde mit 108 Einwohnern (Stand 1. Januar 2022) im Département Cantal in der Region Auvergne-Rhône-Alpes. Sie gehört zum Arrondissement Saint-Flour und zum Kanton Saint-Flour-1.
Nachbargemeinden sind Saint-Poncy im Nordwesten, Celoux im Nordosten, Rageade im Osten, Soulages im Südosten, Montchamp im Süden, Tiviers im Südwesten und Vieillespesse im Westen.

## Bevölkerungsentwicklung
| Jahr                       | 1962 | 1968 | 1975 | 1982 | 1990 | 1999 | 2008 | 2015 |
| -------------------------- | ---- | ---- | ---- | ---- | ---- | ---- | ---- | ---- |
| Einwohner                  | 243  | 217  | 190  | 159  | 135  | 130  | 112  | 124  |
| Quellen: Cassini und INSEE |      |      |      |      |      |      |      |      |